# Ernst-Ludwig-Allee 6 (Buchschlag)

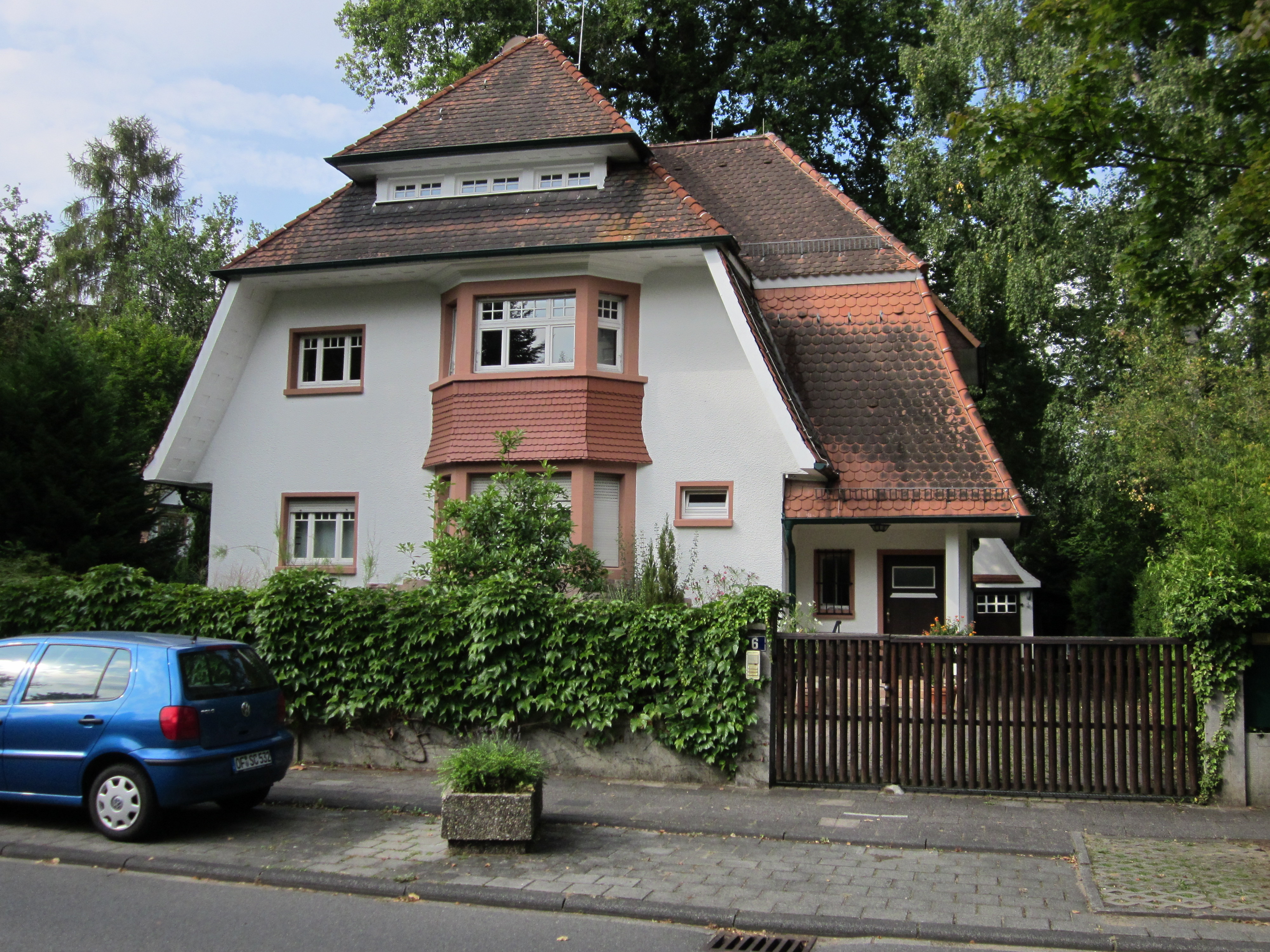
Gebäude Ernst-Ludwig-Allee 6 in Buchschlag

Das Gebäude Ernst-Ludwig-Allee 6 in Buchschlag, einem Stadtteil von Dreieich im südhessischen Landkreis Offenbach, wurde um 1910 nach Plänen des Architekten Wilhelm Koban (1885–1961) erbaut, der selbst in der Villa Falltorweg 4 wohnte. Das Landhaus in der Villenkolonie Buchschlag ist ein geschütztes Kulturdenkmal.
Der originelle Mansarddachbau mit Krüppelwalm hat eine dominierende Gaube. Die verputzte Giebelfassade wird durch den zweigeschossigen Erker asymmetrisch gegliedert. Die alte Sprossenteilung der Fenster und die Jugendstil-Kassettierung unter dem Dachvorsprung sind erhalten. 